# Рассказов Микола Олегович
Микола Рассказов (рос. Николай Рассказов, нар. 4 січня 1998 Єфремов, Росія — російський футболіст, фланговий захисник московського «Спартака».

## Ігрова кар'єра

### Клубна
Микола Рассказов починав займатися футболом у своєму рідному місті у команді «Меч». Пізніше він пройшов відбір до московського «Спартака» і у 2015 році дебютував у складі молодіжної команди. Рассказов починав грати на позиції півзахисник, потім перекваліфікувався у флангового захисника.
У 2017 році Рассказов став гравцем основного складу «Спартака». Для набуття ігрового досвіду футболіст був направлений у фарм-клуб «червоно-білих» «Спартак-2», який виступав у ФНЛ.
У серпні 2018 року Рассказов дебютував в основі «Спартака». Свій перший гол за московський клуб Рассказов забив у квітні 2019 року у ворота «Анжі».
Восени 2020 і до кінця сезону Рассказов відбув в оренду до тульського «Арсенала».

### Збірна
З 2015 року Рассказов грає за збірні Росії різних вікових категорій.
У 2017 отримав виклик до молодіжної збірної. У листопаді того року Рассказов забив свій перший гол за «молодіжку» у товариській грі проти команди Італії.

## Досягнення
Клубні
Спартак (М)
- Переможець молодіжної першості Росії: 2016/17
- Володар Кубка Росії: 2021/22